# Починковская волость (Инсарский уезд)
Починковская волость — одна из волостей Инсарского уезда Пензенской губернии. Образована в результате территориально-административной реформы 1861 года. Административный центр волости находился в с. Починки. В разные годы в составе Починковской волости находились следующие населенные пункты: с. Починки (Богородское), д. Воробьёвка, д. Михайловка, д. Медведовка, д. Озерки, д. Княжуха (Шайдаково), с. Старый Усад, д. Трусляй. В судебно-административном плане Починковская волость относилась к второму мировому участку Инсарского округа Пензенской губернии. Этот же участок составляли волости: Рузаевская, Украинцевская, Иссинская, Костыляйская, Сипягинская, Бутурлинская, Никольско-Пестровская, Акшенасская, Ключище-Знаменская, Болдовская). Население Починковской волости относилось к приходу церкви Казанской иконы Божией Матери в с. Починки.

## Населённые пункты волости
1914
По данным «Справочника по административно-территориальному делению Пензенского края 1663—1991 гг.» в Починковскую волость в 1914 году входили:
Воробьевка, д., Княжуха, (Шайдакова), д., Медведовка, д., Михайловка, д., Озерки, д., Починки (Богородское), с., Старый Усад, д., Трускляй, д.

## Волостные старшины
Давыдов Василий Игнатьевич — упом. в 1884 г.
Канаев Дмитрий Алексеевич — упом. в 1891 г.
Мартынов Андрей Никитич — упом. в 1892 г..
Давыдов А. В. — упом. в 1899 г..
Изосимов С.В. — упом. в 1900 г..
Чуйкин И. Ф. — упом. в 1901—1904 гг..
Шишлов М.Г — упом. в 1907-1908 гг..